# Ishania xilitla
Ishania xilitla là một loài nhện trong họ Zodariidae.
Loài này thuộc chi Ishania. Ishania xilitla được Rudy Jocqué & Léon Baert miêu tả năm 2002.